# Chiesa dei Santi Lorenzo ed Agata
La chiesa parrocchiale dei Santi Lorenzo ed Agata è un edificio religioso che si trova a Rossura, frazione di Faido in Canton Ticino, in posizione isolata a sud della località.

## Storia
Attestata nel 1247, venne sostanzialmente rimaneggiata nel corso del XV e XVI secolo, quando vennero rifatti la copertura della navata, il coro e vennero costruite le cappelle laterali.

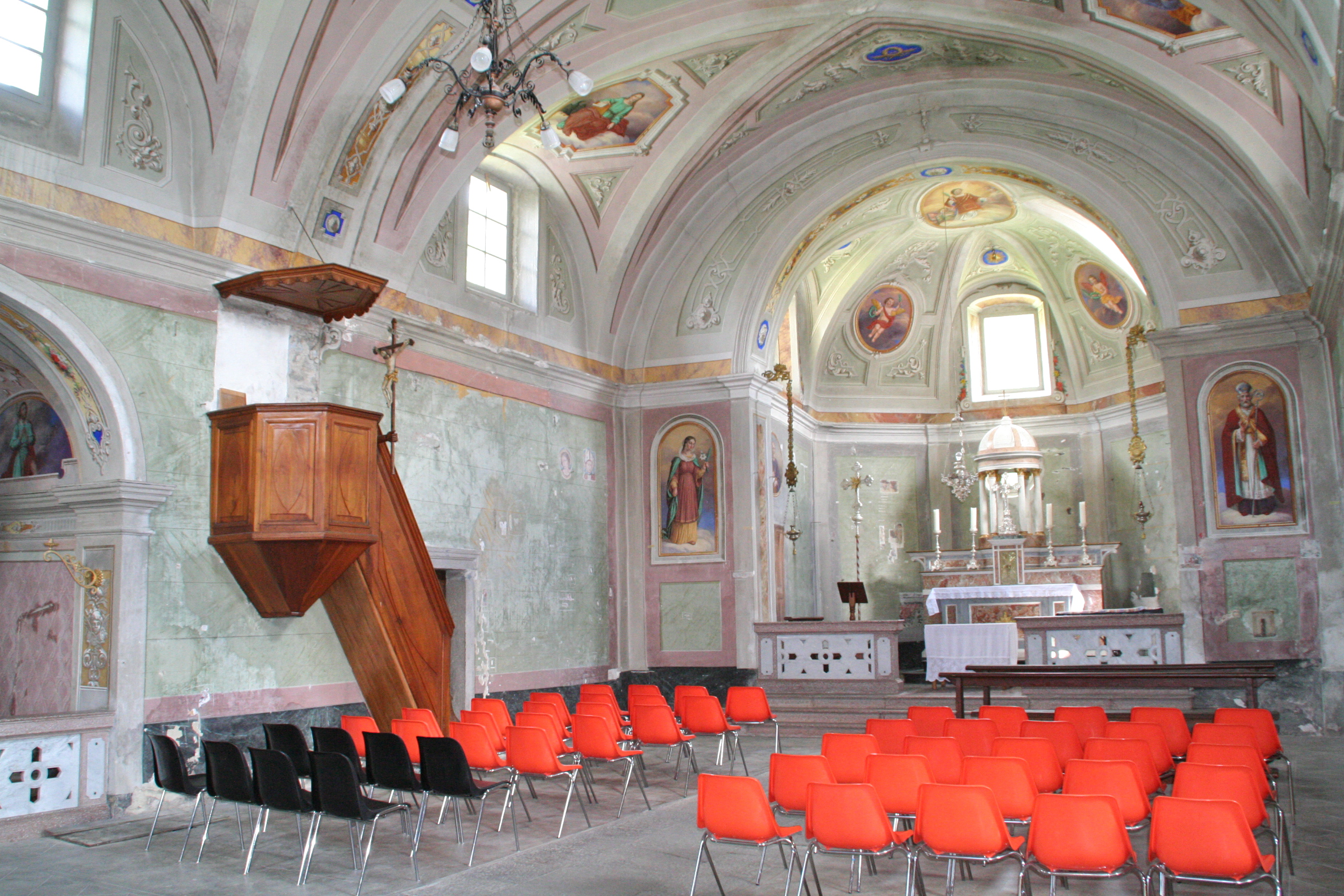
Chiesa parrocchiale: interno

## Descrizione
La chiesa si presenta con una pianta ad unica navata terminante in un coro poligonale e  sovrastata da una volta a crociera. L'interno è ornato da affreschi del XV secolo, tra cui alcuni eseguiti nel 1463 da Cristoforo e Nicolao da Seregno.